# Tricorythodes curvatus
Tricorythodes curvatus is een haft uit de familie Leptohyphidae. De wetenschappelijke naam van de soort is voor het eerst geldig gepubliceerd in 1977 door Allen & Cohen.
De soort komt voor in het Nearctisch gebied.